# Anton Arenskij
Anton Stěpanovič Arenskij, rusky Антон Степанович Аренский (12. červenec 1861, Novgorod – 25. únor 1906, Kirillovskoje) byl ruský hudební skladatel, klavírista, představitel romantismu pod silným vlivem Čajkovského hudby.

## Život a tvorba
Vyrostl v hudební rodině. Skládal již od devíti let. Roku 1879 se rodina přestěhovala do Petrohradu, kde Anton začal záhy studovat konzervatoř, kde ho vedl Nikolaj Rimskij-Korsakov.
Absolvoval roku 1882, následně začal učit na Moskevské státní konzervatoři. Jeho žáky zde byli například Alexandr Skrjabin nebo Sergej Rachmaninov. V letech 1895-1901 vedl petrohradský Carský sbor.
Působil také jako skladatel, dirigent a klavírista. K jeho nejznámějším dílům patří opera Rafael a balet Noc v Egyptě (Noc Kleopatry).
Zemřel na tuberkulózu ve věku 44 let. Dle svědectví Rimského-Korsakova k jeho zdravotním problémům přispěla nadměrná konzumace alkoholu a hraní hazardních her.